# Egyptisk musik
Egyptisk musik syftar på musik- och sångtraditionen i Egypten som sträcker sig från forntida tiders religiösa hymner till modern populärmusik. Den egyptiska sången har spelat en central roll i den arabiska världens musikhistoria och har påverkat utvecklingen av flera genrer, inklusive klassisk arabisk musik, folkmusik och populärmusik som shaabi och al-jeel.

## Historisk utveckling
Forntida egyptisk musik

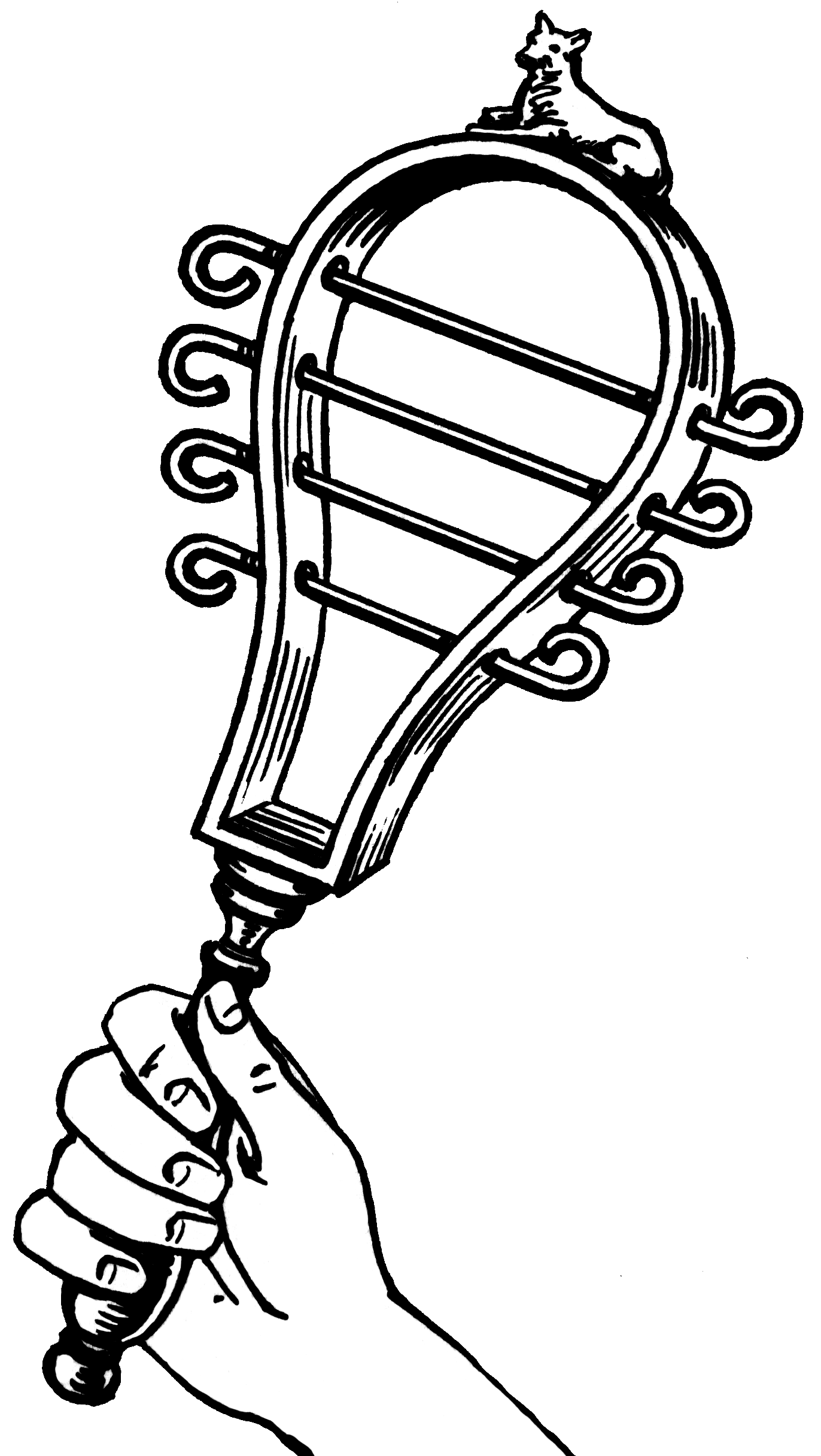
Sistrum är ett forntida Egyptiskt musikinstrument som främst används i religiösa riter.

I det forntida Egypten var sång och musik en viktig del av religiösa ceremonier och tempelritualer. Hymner till gudar som Osiris och Isis sjöngs av präster och körer, ofta ackompanjerade av instrument som harpor, lutor och trummor. Sistrum var ett centralt instrument i forntida egyptisk kultur och religion och fungerade som en symbol för musik, lycka och gudomligt beskydd. 
Texter dokumenterades i hieroglyfer, och vissa sånger, som Hymnen till Aten, är bevarade på papyrus.
Klassisk arabisk musik och sufism
Under den islamiska eran utvecklades en rik tradition av klassisk arabisk sång, influerad av sufism och persisk musik. Egypten blev ett centrum för maqam-musik, där sångare som Abdel Halim Hafez och Umm Kulthum (kallad "Österns stjärna") fick stor berömmelse. Umm Kulthums långa, känslosamma improvisationer över takht-ensemblemusik blev en symbol för arabisk identitet.
Modern egyptisk populärmusik
Pop, elektronisk musik, hiphop och andra moderna genrer blandas med traditionella arabiska ljud för att skapa modern egyptisk musik. Även om den klassiska musiken, baserad på maqam-systemet, fortfarande är populär, har musiker som Amr Diab och Mohamed Mounir effektivt kombinerat dessa traditionella komponenter med moderna ljud för att tilltala en bred publik.

## Karakteristiska drag
Musiken från det forntida Egypten har ännu inte kunnat rekonstrueras försvunnit i historien. Dock har arkeologer genom att titta på de gamla skrifterna fastställt  att de använde sig av harmoni och variation i de många olika instrument som egyptierna använde. 
Den tonala strukturen i österländsk musik brukar generellt dock definieras av maqamat-skalan, löst lik de västerländska lägena, medan rytm i öst styrs av iqa'at, standardrytmiska lägen som bildas av kombinationer av betonade och obetonade slag och pauser. 